# 진해 함대지원부대
진해 함대지원부대(鎭海 艦隊支援部隊, 영어: Commander Fleet Activities Chinhae, 약칭: CFAC)는 경상남도 창원시 진해 해군기지에 있는 주한 미국 해군의 부대이다. 진해군항제 기간에는 부대를 일시적으로 개방한다.
1946년, 미국 해군 고문단이 창설되었다. 1972년, 기지의 이름은 "진해 야전군수원"으로 변경, 부대는 JUSMAG-K 해군기지 함대파견대로 증편되었고 이후 1988년에 해체되었다. 사령부는 1978년에 또다시 주한미국 해군 한국분견대로 재조직화되었다. 1984년에 시설의 이름이 진해 함대지원부대로 개명되었다.

## 주둔
- 주한 미국 해군 진해분견대
- NAVCOMM 진해파견대; 1995년 10월 ~ 현재

## 같이 보기
- 부산 해군기지
- 대한민국 해군